# Parastromateus niger
Genre
Espèce
Parastromateus niger, communément appelé Castagnoline noire, est une espèce de poissons de la famille des Carangidae. C'est la seule de son genre Parastromateus (monotypique).

## Taxonomie
La castagnoline noire est l'unique représentante connue du genre Parastromateus. La première description scientifique de la castagnoline noire revient au médecin et naturaliste juif allemand Marcus Elieser Bloch dans son ouvrage encyclopédique sur l'histoire naturelle des poissons, Allgemeine Naturgeschichte der Fische. Le taxon Parastromateus niger se compose étymologiquement du préfixe grec para-, portant le sens de « à côté », « en marge » et du terme latin stromateus désignant un poisson plat multicolore.

## Habitat et répartition
La castagnoline noire se rencontre au large des côtes d'Afrique du Sud, du Mozambique, du Kenya, de la mer d'Arabie, du golfe du Bengale, du golfe persique, d'Indonésie, des Philippines, de Chine, du sud du Japon et de l'Australie. Il s'agit d'un poisson de la zone pélagique qu'on retrouve entre 15 et 40 mètres sous la surface, voire jusqu'à 105 mètres de profondeur. La journée, la castagnoline noire reste au niveau des fonds marins et remonte à la surface la nuit.